# Rhexoza auricularis
Rhexoza auricularis är en tvåvingeart som beskrevs av Oswald Duda 1928. Rhexoza auricularis ingår i släktet Rhexoza och familjen dyngmyggor. Inga underarter finns listade i Catalogue of Life.